# Hans De Clercq
Hans De Clercq (* 3. März 1969 in Deinze) ist ein ehemaliger belgischer Radrennfahrer.

## Karriere
De Clercq begann seine Karriere 1992 als Stagiaire bei TVM, bevor er 1993 im Team Naessens Profi wurde. Seine größten Erfolge waren der Sieg bei der Classic Haribo 2001 sowie Etappensiege beim Circuit Franco-Belge 1998 und den Drei Tagen von De Panne 2001. Darüber hinaus erreichte er 1997 einen zweiten Rang in der Gesamtwertung des Circuit Franco-Belge und belegte 2001 bei Kuurne–Brüssel–Kuurne ebenfalls den zweiten Platz. Erfolgreicher war De Clercq bei kleineren belgischen Kriterien, wo er einige Siege und Podestplatzierungen erreichen konnte. Er nahm zweimal an der Tour de France sowie einmal am Giro d’Italia teil und erreichte bei allen Teilnahmen das Ziel.
Hans De Clercq beendete seine aktive Karriere 2004 im Team Lotto-Domo und ist heute Sportlicher Leiter bei Sunweb Pro Job.

## Erfolge
1990
- De Vlaamse Pijl

1998
- eine Etappe Circuit Franco-Belge

2001
- Classic Haribo
- eine Etappe Drei Tage von De Panne

## Teams
- 1992 TVM (Stagiaire)
- 1993 Willy Naessens-Euroclean
- 1994–1996 Palmans
- 1997 Palmans-Lystex
- 1998–2000 Palmans-Ideal
- 2001–2002 Lotto-Adecco
- 2003–2004 Lotto-Domo